# John L. Lewis
John Llewellyn Lewis (12 de febrero de 1880 - 11 de junio de 1969) fue un líder laboral estadounidense quien sirvió como presidente de los United Mine Workers of America o UMW (en español: Obreros Mineros Unidos de América),  desde 1920 hasta 1960. Fue un personaje importante en la historia de la minería de carbón, y fue una fuerza impulsora para la fundación del Congreso de Organizaciones Industriales (CIO).
Un liberal, desempeñó un papel clave en el gran tamaño de la victoria de Franklin D. Roosevelt en 1936, pero como un aislacionista, rompió con Roosevelt en 1940 sobre su política antinazi. Lewis era un luchador y líder de huelgas muy eficaz, y logró superar fácilmente a sus oponentes mientras proveyendo salarios altos a los sindicalistas. Lewis fue uno de los líderes más polémicos en la historia del movimiento laboral. Recibe el crédito por la creación del CIO, pero era odiado por muchos por exigir huelgas de mineros de carbón que muchos creían eran perjudiciales para el esfuerzo bélico.

## Primeros años y ascenso al poder
Lewis nació en o cerca de Cleveland en el Condado de Lucas, Iowa, de inmigrantes galeses. Cleveland era una colonia industrial construida alrededor de una mina de carbón. Su madre y abuelos eran miembros de la Iglesia Reorganizada de Jesucristo de los Santos de los Últimos Días (RLDS), y las opiniones de la denominación sobre el alcohol, la sexualidad, y un orden social que favorecía a los pobres influyeron a Lewis. Lewis regularmente donaba a la Iglesia, pero no hay evidencia de que se uniera formalmente a la denominación.
Lewis asistió a escuela secundaria por tres años en Des Moines y a la edad de 17 años empezó a trabajar en la Mina Big Hill en Lucas. En 1906, fue elegido delegado a la convención nacional de los United Mine Workers (UMW). Después de una campaña para alcalde y la creación de una cooperativa fracasada, Lewis se mudó a Panama, Illinois y en 1909 fue elegido presidente de la sucursal local de UMW. En 1911, Samuel Gompers, jefe de la AFL, contrató a Lewis como un organizador sindical. Lewis viajó por toda Pensilvania y el Medio Oeste como organizador.

## United Mine Workers of America
Después de trabajar como estadístico y vicepresidente para los UMW, Lewis se convirtió en el presidente interino en 1919. El 1 de noviembre de 1919, declaró la primera significante huelga de sindicalistas de carbón, y 400,000 mineros salieron de sus trabajos. El presidente Wilson obtuvo una orden jurídica para terminar la huelga, la que Lewis obedeció.
Mineros de carbón por todo el mundo simpatizaban con el socialismo, y en los 1920, comunistas intentaron tomar control de capítulos de UMW. Lewis, dedicado a la cooperación entre obreros, la gestión, y el gobierno, tomó control íntimo de la unión. Puso algunos bajo control central, nombró a hombres leales a la burocracia, y usó convenciones y publicaciones de los UMW para desacreditar a sus oponentes. Lewis usó la fuerza armada, difamación, y fraude electoral para combatir a los izquerdistas, y últimamente los expulsó. Después de 1935, Lewis invitó a los organizadores radicales a trabajar para sus campañas de organización para el CIO, y ganaron posiciones poderosas en sindicatos del CIO.
Lewis era denunciado con frecuencia como un líder despótico y con frecuencia expulsaba a sus rivales del sindicato. Sin embargo, imponía la lealtad de muchos de sus seguidores, hasta los que había expulsado en el pasado.
Un estratega y orador poderoso, Lewis usó la dependencia de carbón para aumentar los sueldos y mejorar las condiciones de los mineros, aún durante recesiones severas. Dirigió una huelga de cinco meses para asegurar que no se perderían los aumentos de sueldo ganados durante la Primera Guerra Mundial.
En 1924, Lewis, un republicano, formuló una plan para un contrato de tres años entre los UMW y los operadores de las minas que proveería un sueldo de $7,50 al día. (a eso de $111 en dólares de 2019). El presidente Coolidge y el Secretario del Comercio Herbert Hoover eran impresionados, y ofreció a Lewis la posición de Secretario de Trabajo. Lewis rechazó la oferta, pero sin apoyo del gobierno, las negociaciones fracasaron y los operadores contrataron mineros de fuera del sindicato. Se habían gastado muchos fondos de los UMW, pero Lewis pudo mantener la unión y su posición adentro. 

### Gran Depresión
Lewis apoyó al republicano Herbert Hoover en 1928. Sin embargo en 1932, mientras la Gran Depresión afectaba severamente a los mineros, apoyó en secreto al demócrata Franklin D. Roosevelt aunque oficialmente estuviera del lado de Hoover[cita requerida]. En 1936, su sindicato donó más de $500.000, la contribución más grande, a la campaña de reelección de Roosevelt.
Lewis fue nombrado miembro del Consejo Asesor Laboral y el Consejo Laboral Nacional de la National Recovery Administration en 1933, y se sirvió de esos cargos para aumentar los sueldos de los mineros y disminuir la competición. Emprendió una gran campaña de membresía sobre la base de la popularidad de FDR; Lewis se había dado cuenta de que los mineros eran de muchas etnias pero estaban unidos por su fe en Roosevelt. Durante todo ese tiempo, Lewis rechazaba el socialismo y apoyaba el capitalismo competitivo.

## Fundación del CIO
Con el apoyo de la AFL y el apoyo tácito de los UMW, Franklin D. Roosevelt fue elegido presidente en 1932, y Lewis se benefició de los programas de su New Deal. Lewis logró que se aporbara la Ley de Carbón Guffey de 1935, la que aumentó precios y sueldos, pero la ley fue declarada no constitucional por la Corte Suprema. Gracias a la Ley Nacional de Relaciones Laborales de 1935, la membresía sindical creció rápidamente, especialmente en los UMW. Lewis y los UMW fueron financieros principales de la reelección de Roosevelt en 1936, y eran dedicados al New Deal.
En 1934 Lewis obtuvo de la Federación Estadounidense del Trabajo (AFL), una aprobación del principio del sindicalismo de industria. Su objetivo era sindicalizar a 400.000 trabajadores siderúrgicos con los recursos de los UMW. Con los líderes de otros 9 sindicatos de industria en 1935, Lewis formó el "Comité para Organización Industrial" para promover la organización de trabajadores sobre la base de industria.
El grupo CIO fue expulsado de la AFL en noviembre de 1938 y se convirtió en el Congreso de Organizaciones Industriales (CIO), y Lewis fue nombrado su primer presidente. El crecimiento de CIO era fenomenal. En 1937, sus afiliados en el CIO lograron ganar contratos de negociación colectiva con dos de las corporaciones más antisindicales: General Motors y U.S. Steel.

### Segunda Guerra Mundial
En las elecciones presidenciales de 1940, Lewis rompió con Roosevelt y apoyó el republicano Wendell Wilkie. Las razones por esta ruptura todavía no son claras. Lewis atrajo la crítica de otros líderes sindicales. Lewis no logró convencer los miembros del CIO, y en el día de elecciones, 85 por ciento del CIO apoyó a Roosevelt. Renunció como presidente del CIO pero permaneció en control de los UMW.
Antes del ataque japonés a Pearl Harbor, Lewis era muy contrario a la participación estadounidense en la Segunda Guerra Mundial. Se oponía públicamente a la posibilidad de un servicio militar en tiempos de paz como "asociada con el fascismo, totalitarismo y el fallo de derechos civiles."  En 1941, se unió con Herbert Hoover, Alfred Landon, Charles Dawes, y otros conservadores notables en una petición al Congreso que detuviera la "entrada gradual a los Estados Unidos en la guerra no declarada" por Roosevelt. Pero después del ataque a Pearl Harbor el 7 de diciembre de 1941, Lewis apoyó sin reservas al gobierno de Roosevelt, diciendo que "Cuando la nación es atacada, cada estadounidense debe unirse a apoyarla. Todas otras consideraciones se vuelen insignificantes...con todos otros ciudadanos me uno al apoyo de nuestro gobierno hasta el día de su triunfa final sobre Japón y todos otros enemigos."
En octubre de 1942, Lewis sacó los UMW del CIO. Seis meses más tarde, violó el compromiso de sindicatos de no ir a la huelga, e instó a que Roosevelt tomara el control de las minas. La huelga daño la opinión pública de sindicatos y de Lewis específicamente. Algunos han afirmado que las acciones de Lewis produjeron carencias que paralizaron la producción.

### La posguerra
En los años de posguerra, Lewis continuó su militancia; sus mineros fueron a la huelga anualmente. En 1945 hasta 1950, dirigió huelgas que el presidente Truman denunció como amenazas a la seguridad nacional. En respuesta, industrias, ferrocarriles, y propietarios rápidamente cambiaron de usar carbón a usar petróleo.
Después de brevemente afiliándose con la AFL, Leiws rompió con ella otra vez sobre la firma de juras contra el comunismo requeridas por la Ley Taft-Hartley de 1947. Lewis, aunque no comunista, se negó a permitir que sus oficiales tomaran la jura contra el comunismo; por eso los UMW fueron negados los derechos protegidos por el Consejo Nacional de Relaciones Laborales.
Lewis consiguió un fondo de previsión financiado totalmente por las compañías de carbón pero administrado por el sindicato. En mayo de 1950, firmó un nuevo contrato con los operadores de las minas, terminando nueve meses de huelgas regionales e iniciando una época de negociaciones pacíficas que trajo aumentos salariales y nuevos beneficios médicos, incluyendo hospitales regionales.

## Los 1950

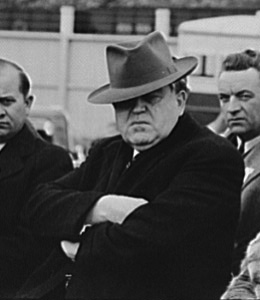
Lewis en una manifestación sindical en Shenandoah, Pennsilvania, reuniéndose con mineros.

Durante los 1950, Lewis ganó aumentos salariales y de beneficios para mineros, y encabezó la campaña para la primera Ley Federal de Seguridad Minera en 1952. Lewis intentó imponer el orden en una industria en declive por la negociación colectiva, manteniendo estándares para sus miembros por insistir en que los operadores pequeños acordaran a condiciones contractuales que en efecto les dejaron sin negocios. Sin embargo, la Mecanización eliminó muchos trabajos en la industria mientras persistieron las operaciones no sindicadas. Lewis se jubiló en 1960.

## Jubilación
El 14 de septiembre de 1964, cuatro años después de su jubilación, Lewis recibió la Medalla Presidencial de la Libertad del president Lyndon B. Johnson. En su citación se lee: «[un] elocuente portavoz del trabajo, [Lewis] ha dado voz a las aspiraciones de los trabajadores industriales del país y encabezó la causa de sindicatos de libre comercio dentro de un sistema próspero de libre empresa.»
Lewis se jubiló a su hogar familiar en Alexandria, Virginia.  Falleció el 11 de junio de 1969 y está enterrado en el cementerio Oak Ridge, en Springfield, Illinois.